# Adventkyrkan i Jönköping
Adventkyrkan i Jönköping är en kyrkobyggnad i Jönköping. Den tillhör sjundedagsadventiströrelsen.